# Port lotniczy Cát Bi
Port lotniczy Cát Bi (Sân bay Quốc tế Cát Bi) – międzynarodowy port lotniczy położony w Hajfongu w Wietnamie. 